# Vangueria cinnamomea
Vangueria cinnamomea là một loài thực vật có hoa trong họ Thiến thảo. Loài này được Dinter miêu tả khoa học đầu tiên năm 1928.